# RCG Televisión
RCG Televisión es una cadena de televisión con sede en la ciudad de Saltillo, Coahuila, propiedad del Grupo Empresarial RCG que transmite su señal para el estado. 

## Historia
RCG es propiedad del empresario Roberto Casimiro González, (RCG), proviene el nombre de esta empresa, quien en la década de los ochenta compró la concesión del canal 7 a la señora Magda Tafich, viuda del fundador de ese medio de comunicación, Alberto Jaubert. 
Con el tiempo, RCG incursionó también en la televisión por cable, llegando a operar el sistema más grande en la ciudad de Saltillo, y con presencia también en Ramos Arizpe y otras ciudades del estado. Además del canal 8 en señal abierta, opera otros que se transmiten únicamente por el sistema de cable a sus suscriptores.
RCG cuenta con 3 canales de televisión a lo largo del territorio de Coahuila:
- Canal 8 en Saltillo
- Canal 8 (58) en Cd. Acuña
- Canal 46 en Torreón

Además de una serie de repetidoras en ciudades como Monclova, Sabinas, Parras, Nava y General Cepeda que transmiten la señal del Canal 7 de Saltillo que además se distribuye por satélite (SKY en canal 628) a dichas ciudades y a diferentes sistemas de TV de pago, el Canal 58 de Cd. Acuña se empezó a distribuir por satélite desde el 20 de diciembre de 2006 a ciudades como Saltillo y Torreón a través de la TV de pago, al mismo tiempo el 9 de abril de 2007 iniciaron sus transmisiones a la ciudad de Monterrey, Nuevo León a través del sistema de televisión de paga Cablevision en el canal 465 del servicio digital, ya que en el 2018 se dejó de transmitir parcialmente los programas de FOROtv para volver a ser un canal local luego de años, además de que en ese año se transmiten contenidos infantiles del canal Clan de España.
A partir de febrero de 2020, el canal 8.3 deja de emitir vídeos musicales y programas anteriores, para convertirse en repetidora del Canal 4 de Monclova, propiedad de NRT México.

## Radio
- Saltillo 103.3 FM (XHSJ) - La SJ / 106.5 FM (XHZCN) - Digital 106.5
- Piedras Negras 920AM (XEMJ) - La más Joven
- Cd. Acuña 105.1FM (XHRCG) - RCG Radio
- Torreón 740AM (XEQN) - Radio Fórmula Torreón
- Del Río-San Antonio 96.3FM (KTDR)